# Малый Айсаз
Малый Айсаз — река в России, протекает по Каргосокскому району Томской области. Длина реки составляет 12 км. 
Начинается из болота вблизи границы с Омской областью, течёт в восточном направлении через кедрово-пихтовый лес. Устье реки находится в 73 км по левому берегу реки Айсаз на высоте 105,4 метра над уровнем моря.

## Данные водного реестра
По данным государственного водного реестра России относится к Верхнеобскому бассейновому округу, водохозяйственный участок реки — Васюган, речной подбассейн реки — Васюган. Речной бассейн реки — (Верхняя) Обь до впадения Иртыша.
Код объекта в государственном водном реестре — 13010800112115200030126.